# II-divisioona 2021
La II-divisioona 2021 è la 28ª edizione del campionato di football americano di terzo livello, organizzato dalla SAJL.

## Squadre partecipanti
| Club                       | Città        | Stadio | Sponsor ufficiale | Risultato nella stagione 2020 |
| -------------------------- | ------------ | ------ | ----------------- | ----------------------------- |
| Hämeenlinna Tigers         | Hämeenlinna  |        |                   |                               |
| Helsinki Wolverines Blue   | Helsinki     |        |                   |                               |
| Hyvinkää Falcons           | Hyvinkää     |        |                   |                               |
| Jyväskylä Jaguars          | Jyväskylä    |        |                   |                               |
| Karleby Goats              | Kokkola      |        |                   |                               |
| Kuopio Steelers Veljmiehet | Kuopio       |        |                   |                               |
| Lahti Panthers             | Lahti        |        |                   |                               |
| Lappeenranta Razorbacks    | Lappeenranta |        |                   |                               |
| Mikkeli Bouncers           | Mikkeli      |        |                   |                               |
| Milky City Farmers         | Kiuruvesi    |        |                   |                               |
| Oulu Northern Lights       | Oulu         |        |                   |                               |
| Pirkkala Spartans          | Pirkkala     |        |                   |                               |
| Turku Trojans              | Turku        |        |                   |                               |
| Vantaan TAFT               | Vantaa       |        |                   |                               |

## Stagione regolare

### Calendario

#### Anticipi 1
| Kiuruvesi 19 giugno 2021, ore 14:00 | Milky City Farmers | 0 – 52 | Oulu Northern Lights | Kuorrevirran urheilukenttä |

#### 1ª giornata
| Hämeenlinna 3 luglio 2021, ore 13:00 | Hämeenlinna Tigers | 52 – 0 | Turku Trojans | Pullerin keinonurmi |

| Pirkkala 3 luglio 2021, ore 18:00 | Pirkkala Spartans | 43 – 0 | Hyvinkää Falcons | Pirkkalan keskuskenttä |

| Oulu 3 luglio 2021, ore 18:00 | Oulu Northern Lights | 21 – 13 | Jyväskylä Jaguars | Castrenin urheilukeskus |

| Kuopio 4 luglio 2021, ore 14:00 | Kuopio Steelers Veljmiehet | 33 – 0 | Karleby Goats | Rauhalahti |

| Helsinki 4 luglio 2021, ore 17:00 | Helsinki Wolverines Blue | 18 – 28 | Vantaan TAFT | Velodromo di Helsinki |

#### 2ª giornata
| Jyväskylä 10 luglio 2021, ore 17:00 | Jyväskylä Jaguars | 35 – 12 | Milky City Farmers | Viitaniemen kenttä |

| Heinola 11 luglio 2021, ore 13:00 | Lahti Panthers | 0 – 26 | Pirkkala Spartans | Heinolan urheilupuisto |

| Hämeenlinna 11 luglio 2021, ore 14:00 | Hämeenlinna Tigers | 34 – 7 | Helsinki Wolverines Blue | Pullerin keinonurmi |

| Kuopio 11 luglio 2021, ore 14:00 | Kuopio Steelers Veljmiehet | 0 – 10 | Oulu Northern Lights | Rauhalahti |

#### 3ª giornata
| Turku 17 luglio 2021, ore 14:00 | Turku Trojans | 0 – 54 | Vantaan TAFT | Turun Urheilupuiston yläkenttä |

| Lappeenranta 17 luglio 2021, ore 16:00 | Lappeenranta Razorbacks | 0 – 45 | Hyvinkää Falcons | Lauritsalan kenttä |

| Kokkola 17 luglio 2021, ore 16:30 | Karleby Goats | 7 – 13 | Jyväskylä Jaguars | Kirkonmäen urheilukenttä |

| Oulu 18 luglio 2021, ore 13:00 | Oulu Northern Lights | 35 – 0 | Milky City Farmers | Castrenin urheilukeskus |

#### 4ª giornata
| Hyvinkää 24 luglio 2021, ore 11:00 | Hyvinkää Falcons | 13 – 22 | Mikkeli Bouncers | Urheilupuisto |

| Kiuruvesi 24 luglio 2021, ore 14:00 | Milky City Farmers | 0 – 19 | Kuopio Steelers Veljmiehet | Kuorrevirran urheilukenttä |

| Lappeenranta 25 luglio 2021, ore 15:00 | Lappeenranta Razorbacks | 0 – 61 | Pirkkala Spartans | Lauritsalan kenttä |

| Kokkola 25 luglio 2021, ore 16:30 | Karleby Goats | 0 – 40 | Oulu Northern Lights | Kirkonmäen urheilukenttä |

#### 5ª giornata
| Kiuruvesi 31 luglio 2021, ore 14:00 | Milky City Farmers | 26 – 20 | Karleby Goats | Kuorrevirran urheilukenttä |

| Vantaa 31 agosto 2021, ore 16:00 | Vantaan TAFT | 36 – 0 | Hämeenlinna Tigers | Tikkurilan urheilupuisto |

| Jyväskylä 1º agosto 2021, ore 12:00 | Jyväskylä Jaguars | 14 – 9 | Kuopio Steelers Veljmiehet | Viitaniemen kenttä |

| Mikkeli 1º agosto 2021, ore 13:00 | Mikkeli Bouncers | 54 – 12 | Lappeenranta Razorbacks | Urpolan tekonurmi |

| Hyvinkää 1º agosto 2021, ore 13:30 | Hyvinkää Falcons | 25 – 6 | Lahti Panthers | Urheilupuisto |

#### 6ª giornata
| Helsinki 6 agosto 2021, ore 18:30 | Helsinki Wolverines Blue | 12 – 6 | Hämeenlinna Tigers | Velodromo di Helsinki |

| Oulu 8 agosto 2021, ore 13:00 | Oulu Northern Lights | 40 – 0 | Kuopio Steelers Veljmiehet | Castrenin urheilukeskus |

| Pirkkala 8 agosto 2021, ore 14:00 | Pirkkala Spartans | 41 – 0 | Lahti Panthers | Pirkkalan keskuskenttä |

| Saarijärvi 8 agosto 2021, ore 17:00 | Jyväskylä Jaguars | 22 – 14 | Karleby Goats | Saarijärven keskuskenttä |

#### 7ª giornata
| Kokkola 14 agosto 2021, ore 16:30 | Karleby Goats | 22 – 6 | Milky City Farmers | Kirkonmäen urheilukenttä |

| Lahti 14 agosto 2021, ore 17:00 | Lahti Panthers | 6 – 22 | Hyvinkää Falcons | Mukkulan tekonurmi |

| Rusko 14 agosto 2021, ore 18:00 | Turku Trojans | 6 – 52 | Helsinki Wolverines Blue | Kirkonkylän kenttä |

| Kuopio 15 agosto 2021, ore 11:30 | Kuopio Steelers Veljmiehet | 6 – 13 | Jyväskylä Jaguars | Rauhalahti |

| Mikkeli 15 agosto 2021, ore 13:00 | Mikkeli Bouncers | 0 – 19 | Pirkkala Spartans | Urpolan tekonurmi |

| Hämeenlinna 15 agosto 2021, ore 14:00 | Hämeenlinna Tigers | 14 – 18 | Vantaan TAFT | Kaurialan kenttä |

#### 8ª giornata
| Lahti 21 agosto 2021, ore 17:00 | Lahti Panthers | 12 – 6 | Lappeenranta Razorbacks | Mukkulan tekonurmi |

| Pirkkala 21 agosto 2021, ore 17:00 | Pirkkala Spartans | 14 – 0 | Mikkeli Bouncers | Pirkkalan keskuskenttä |

#### 9ª giornata
| Hyvinkää 28 agosto 2021, ore 13:30 | Hyvinkää Falcons | 30 – 0 (a tavolino) | Lappeenranta Razorbacks | Urheilupuisto |

| Vantaa 28 agosto 2021, ore 16:30 | Vantaan TAFT | 34 – 0 | Turku Trojans | Tikkurilan urheilupuisto |

| Mikkeli 29 agosto 2021, ore 13:00 | Mikkeli Bouncers | 55 – 0 | Lahti Panthers | Urpolan tekonurmi |

### Classifiche
Le classifiche della regular season sono le seguenti:
- PCT = percentuale di vittorie, G = partite giocate, V = partite vinte,  P = partite perse, PF = punti fatti, PS = punti subiti

#### Girone 1
| Pos. | Squadra                    | PCT   | G | V | N | P | PF  | PS  |
| ---- | -------------------------- | ----- | - | - | - | - | --- | --- |
| 1    | Oulu Northern Lights       | 1.000 | 6 | 6 | 0 | 0 | 198 | 13  |
| 2    | Jyväskylä Jaguars          | .833  | 6 | 5 | 0 | 1 | 110 | 69  |
| 3    | Kuopio Steelers Veljmiehet | .333  | 6 | 2 | 0 | 4 | 67  | 77  |
| 4    | Karleby Goats              | .167  | 6 | 1 | 0 | 5 | 63  | 140 |
| 5    | Milky City Farmers         | .167  | 6 | 1 | 0 | 5 | 44  | 183 |

#### Girone 2
| Pos. | Squadra                 | PCT   | G | V | N | P | PF  | PS  |
| ---- | ----------------------- | ----- | - | - | - | - | --- | --- |
| 1    | Pirkkala Spartans       | 1.000 | 6 | 6 | 0 | 0 | 204 | 0   |
| 2    | Hyvinkää Falcons        | .667  | 6 | 4 | 0 | 2 | 135 | 77  |
| 3    | Mikkeli Bouncers        | .600  | 5 | 3 | 0 | 2 | 131 | 58  |
| 4    | Lahti Panthers          | .167  | 6 | 1 | 0 | 5 | 24  | 175 |
| 5    | Lappeenranta Razorbacks | .000  | 5 | 0 | 0 | 5 | 18  | 202 |

#### Girone 3
| Pos. | Squadra                  | PCT   | G | V | N | P | PF  | PS  |
| ---- | ------------------------ | ----- | - | - | - | - | --- | --- |
| 1    | Vantaan TAFT             | 1.000 | 5 | 5 | 0 | 0 | 170 | 32  |
| 2    | Hämeenlinna Tigers       | .400  | 5 | 2 | 0 | 3 | 106 | 73  |
| 3    | Helsinki Wolverines Blue | .500  | 4 | 2 | 0 | 2 | 89  | 74  |
| 4    | Turku Trojans            | .000  | 4 | 0 | 0 | 4 | 6   | 192 |

## Playoff

### Tabellone
|  | Semifinali | Semifinali           | Semifinali |              |     | XI Rautamalja     | XI Rautamalja | XI Rautamalja |  |
|  |            |                      |            |              |     |                   |               |               |  |
|  | 1-2        | Pirkkala Spartans    | 7          |              |     |                   |               |               |  |
|  | 1-2        | Pirkkala Spartans    | 7          |              |     |                   |               |               |  |
|  | 2-1        | Jyväskylä Jaguars    | 0          |              |     |                   |               |               |  |
|  | 2-1        | Jyväskylä Jaguars    | 0          |              | 1-2 | Pirkkala Spartans | 13            |               |  |
|  |            |                      |            |              | 1-2 | Pirkkala Spartans | 13            |               |  |
|  |            |                      | 1-3        | Vantaan TAFT | 25  |                   |               |               |  |
|  | 1-1        | Oulu Northern Lights | 1-3        | Vantaan TAFT | 25  | 13                |               |               |  |
|  | 1-1        | Oulu Northern Lights |            |              |     |                   |               |               |  |
|  | 1-3        | Vantaan TAFT         | 20         |              |     |                   |               |               |  |

### Semifinali
| Oulu 4 settembre 2021, ore 13:00 | Oulu Northern Lights | 13 – 20 | Vantaan TAFT | Castrenin urheilukeskus |

| Pirkkala 4 settembre 2021, ore 17:00 | Pirkkala Spartans | 7 – 0 | Jyväskylä Jaguars | Pirkkalan keskuskenttä |

### XI Rautamalja
| Pirkkala 11 settembre 2021, ore 17:30 | Pirkkala Spartans | 13 – 25 | Vantaan TAFT | Pirkkalan keskuskenttä |

## Verdetti
- Vantaan TAFT Vincitori del Rautamalja 2021